# Los acarnienses
Los acarnienses (en griego antiguo: Ἀχαρνεῖς, romanizado: Akharneĩs, en latín: Acharnenses) es una comedia griega antigua de Aristófanes, representada en el arcontado de Eutino, presentada por Calístrato en 425 a. C. en las Leneas de Atenas. Obtuvo el primer premio; el segundo Cratino con Los azotados por la tempestad (obra perdida), y el tercero Eupolis con Los primeros de mes.

## Idea cómica
Aristófanes pone en escena a un ciudadano valiente, Diceópolis,  que frente a este constante fracaso, decide concluir una tregua privada. Informados de su traición, los campesinos de Acarnas asaltan la residencia del héroe, que celebra las Dionisias rurales. Acarnas es un demo del Ática, ocupado al principio de la guerra por las tropas espartanas llevadas por el rey Arquidamo. 
Acarnas es una tierra rica, pero Aristófanes caricaturiza a sus habitantes haciéndoles carboneros. Esto le permite parodiar una escena del Télefo de Eurípides. En dicha tragedia, Télefo, rey mítico de Misia y combatiente en el bando troyano en la guerra de Troya, es herido por la lanza de Aquiles, la cual puede curar las heridas que causa. Se introduce pues, disfrazado de mendigo, en el campo griego. Desenmascarado, se salva tomando como rehén al joven Orestes. En Los acarnienses, es un saco de carbón lo que Diceópolis toma como rehén.
Diceópolis se opone también a los sicofantas (delatores profesionales), quienes pretenden que las denuncias sean de su exclusividad. También rompe el embargo decretado por Atenas sobre la ciudad de Mégara al principio de la guerra.

## Resumen
- Prólogo: la  ekklesía (asamblea de Atenas delibera. Los demagogos presentan al pueblo falsos embajadores extranjeros que vienen de Persia y de la corte del rey odrisio Sitalces, tentándole con ayudas. Diceópolis no se deja engañar, pero no consigue hacerse oír. Él concluye una tregua privada con los espartanos.
- Parodos: mientras que celebra las Dionisias rurales, Diceópolis es asaltado por los acarnienses. Se escapa tomando como rehén un saco de carbón. Defiende entonces su causa ante los acarnienses, se lanza a una disputa oratoria contra el general Lámaco y convence a la multitud.
- Parábasis: Aristófanes recuerda a los espectadores que sus obras, al desmontar la argumentación de los demagogos y al «enseñar lo que es justo», son benéficas para el pueblo. El coro, por su parte, reclama más atenciones para los ancianos de la ciudad.
- Episodios: Dicéopolis abre un mercado privado, abierto a todas las mercancías. Un megarense intenta vender a sus hijas pequeñas, pretendiendo que se trata de cerdas, mientras que un beocio propone anguilas del lago Copaide. El coro aclama a Dicéopolis. Lámaco reaparece herido de guerra.